# Qveen Herby
Qveen Herby, pseudonimo di Amy Renee Noonan (nata Heidemann) (Seward, 29 aprile 1986), è una rapper e cantautrice statunitense.
Ha guadagnato la fama come parte del duo musicale Karmin. Dopo la pausa del duo nel 2017, ha iniziato il progetto solista con lo pseudonimo Qveen Herby, dove incorpora influenze R&B e Hip hop. Il 2 giugno 2017 ha pubblicato il suo primo EP, l'EP 1, preceduto dal singolo Busta Rhymes. Nel 2021 ha pubblicato il suo primo album da solista, A Woman.

## Carriera

### Esordi con Karmin (2010-2016)
Heidemann ha iniziato la sua carriera musicale come membro del duo pop Karmin, con l'ormai marito Nick Noonan, pubblicando cover su YouTube. Il gruppo firmò un contratto con l'etichetta discografica Epic Records e pubblicò il loro EP di debutto, Hello, il 7 maggio 2012, con recensioni contrastanti da parte della critica; nonostante ciò, l'EP è stato un successo commerciale completato da due singoli di successo: Brokenhearted che ha raggiunto la top 20 delle classifiche statunitensi Billboard Hot 100, e la top 10 in Nuova Zelanda, Australia e Regno Unito, mentre Hello che ha raggiunto la prima posizione nella Billboard Hot Dance Club Songs classifiche negli Stati Uniti.
Il duo ha inserito il singolo Hello nel loro album di debutto, Pulses del 2014, che ha visto ottenuto successo commerciale dell'EP, ed è stato completato dal singolo Acapella. Hanno pubblicato una serie di singoli dal 2014 al 2016 in previsione di un secondo album in studio. Questi includevano Sugar, Yesterday, Along the Road, Didn't Know You e Come with Me (Pure Imagination). Nel 2016, hanno pubblicato l'EP Sugar in collaborazione con Wild Culture. 
Il duo ha pubblicato il loro secondo album in studio, Leo Rising, il 9 settembre 2016.

### Carriera da solista (2017-presente)
Nel 2017, tutti i social media di Karmin vengono rinominati in Qveen Herby e una piccola anteprima che affermava "Karmin Is Dead, Long Live the Qveen". Noonan ha annunciato ufficialmente la sua carriera da solista così come il suo EP di debutto EP 1. Il video musicale del suo primo singolo Busta Rhymes è stato pubblicato il 10 giugno 2017, seguito dall'uscita dell'EP 1 il giorno dopo. L'EP ha ricevuto recensioni contrastanti da parte della critica che ha messo in dubbio il rebranding, citando come esempio di appropriazione culturale. Altre critiche includevano le somiglianze musicali e visive alla cantante FKA twigs. Tuttavia, l'EP ha avuto un discreto successo, raggiungendo la 37ª posizione nella classifica statunitense Billboard Independent Albums Chart e la 13° nella classifica statunitense Top Heatseekers.
Dopo l'uscita dell'EP 1, ha iniziato a lavorare al suo secondo extended play, EP 2. Il primo singolo estratto dall'EP 2, Love Myself, è stato pubblicato l'8 settembre 2017 con relativo video musicale. Il 13 ottobre 2017 è stato pubblicato il secondo singolo estratto, accompagnato anch'esso da videoclip. L'EP 2 è stato reso disponibile per il pre-ordine il 17 novembre 2017 ed è stato pubblicato il 1º dicembre 2017.
Successivamente sono stati pubblicati 2 extended play nel 2018 (EP 3 ed EP 4) e altri 4 nel 2019 (EP 5, EP 6, The Vignettes ed EP 7). Nel 2020 pubblica 3 nuovi dischi, Tiny Piano, EP 8 ed EP 9 che conclude la fase dei 45 brani per EP iniziata nel 2017. 
Nel maggio 2021 pubblica il suo primo album in studio da solista A Woman, mentre nell'ottobre dello stesso anno pubblica un undicesimo EP, Halloqveen.

## Discografia

### Album in studio

#### Con i Karmin
- 2014 – Pulses
- 2016 – Leo Rising

#### Come Qveen Herby
- 2021 – A Woman

### EP
- 2017 – EP 1
- 2017 – EP 2
- 2018 – EP 3
- 2018 – EP 4
- 2019 – EP 5
- 2019 – EP 6
- 2019 – The Vignettes
- 2019 – EP 7
- 2020 – Tiny Piano
- 2020 – EP 8
- 2020 – EP 9
- 2021 – Halloqveen
- 2022 – Mad Qveen
- 2023 – The Muse

### Singoli
- 2017 – Busta Rhymes
- 2017 – Love Myself
- 2017 – Wifey
- 2017 – Holiday
- 2017 – That Bih
- 2018 – Sade in the 90s
- 2018 – All These Hoes
- 2018 – Alone
- 2019 – BDE
- 2019 – Mozart
- 2019 – S.O.S.
- 2019 – Strange Dreams
- 2019 – Mademoiselle
- 2019 – Cheap Talk
- 2019 –Vitamins
- 2020 – Check
- 2020 – Sugar Daddy
- 2020 – Self Aware
- 2020 – WAP
- 2020 – Mission
- 2020 – Chakras
- 2020 – Sleepwalker
- 2020 – Farewell
- 2020 – Pre Roll
- 2020 – Who Is She
- 2020 – Alright
- 2020 – Elevator
- 2020 – Silver Bells
- 2021 – Bad Bitches
- 2021 – Juice
- 2021 – Naughty Girl